# سیارک ۱۶۶۴۵
سیارک ۱۶۶۴۵ (به انگلیسی: 16645 Aldalara، نامگذاری:1993SP3)۱۶۶۴۵مین سیارک کشف شده‌است که در ۲۲ سپتامبر ۱۹۹۳ کشف شد.